# Interprovincial Championship 1998-99
El Interprovincial Championship de 1998-99 fue la quincuagésimo tercera edición del torneo de equipos provinciales de la Isla de Irlanda, es decir tanto de la República de Irlanda como de Irlanda del Norte.
El torneo otorgó tres plazas para la Copa Heineken 1999–00.

## Sistema de disputa
El torneo se disputó en formato de todos contra todos, otorgando 2 puntos por el triunfo, 1 por el empate y 0 por la derrota. El equipo que obtuviera más puntos al final del campeonato era declarado campeón.

## Desarrollo
- Tabla de posiciones:[1]

| Pos. | Equipo         | Encuentros | Encuentros | Encuentros | Encuentros | Tantos | Tantos | Tantos | Puntos |
| Pos. | Equipo         | PJ         | PG         | PE         | PP         | F      | C      | Dif    | Puntos |
| ---- | -------------- | ---------- | ---------- | ---------- | ---------- | ------ | ------ | ------ | ------ |
| 1.º  | Munster Rugby  | 6          | 4          | 0          | 2          | 125    | 92     | +33    | 8      |
| 2.º  | Ulster Rugby   | 6          | 3          | 0          | 3          | 137    | 119    | +18    | 6      |
| 3.º  | Leinster Rugby | 6          | 3          | 0          | 3          | 135    | 136    | -1     | 6      |
| 4.º  | Connacht Rugby | 6          | 2          | 0          | 4          | 95     | 145    | -50    | 4      |

|  | Campeón. |

### Resultados
| 14 de agosto de 1998 | Leinster | 14 - 34 | Ulster |  |  |

| 15 de agosto de 1998 | Connacht | 13 - 18 | Munster |  |  |

| 21 de agosto de 1998 | Munster | 18 - 24 | Leinster |  |  |

| 22 de agosto de 1998 | Connacht | 21 - 18 | Ulster |  |  |

| 28 de agosto de 1998 | Leinster | 29 - 24 | Connacht |  |  |

| 4 de septiembre de 1998 | Ulster | 29 - 12 | Munster |  |  |

| 11 de septiembre de 1998 | Ulster | 11 - 35 | Leinster |  |  |

| 12 de septiembre de 1998 | Munster | 21 - 7 | Connacht |  |  |

| 3 de octubre de 1998 | Connacht | 24 - 23 | Leinster |  |  |

| 3 de octubre de 1998 | Munster | 31 - 9 | Ulster |  |  |

| 23 de octubre de 1998 | Leinster | 10 - 25 | Munster |  |  |

| 23 de octubre de 1998 | Ulster | 36 - 6 | Connacht |  |  |

| Bandera de Irlanda     |
| Campeón Munster        |
| Vigésimo primer título |